# معبد سومناث

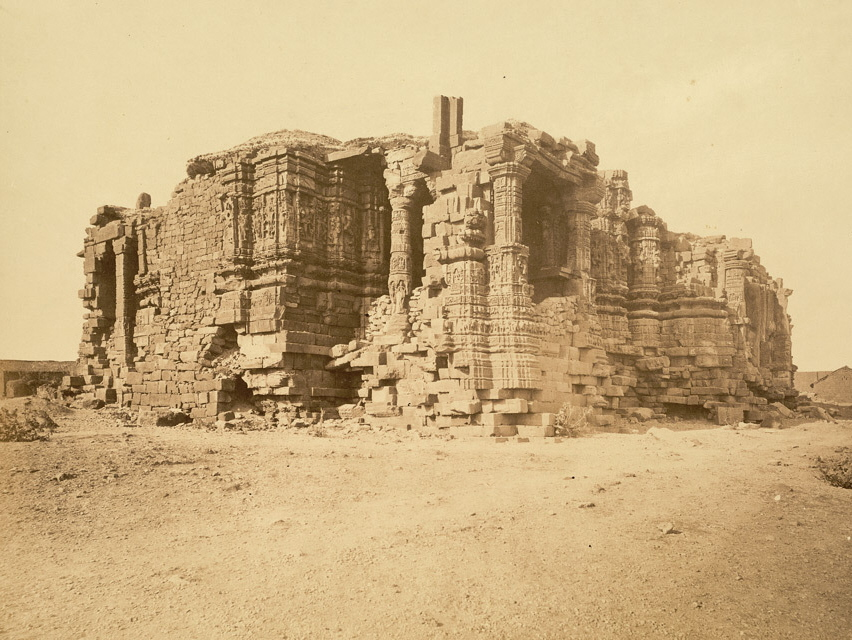
المعبد في 1869م

معبد سُمنات أو (نقحرة: سومناث) هو معبد هندوسي يقع في ولاية غوجارات،الهند.يعتبر أحد أقدس مواقع الحج بالنسبة للهندوس.أعيد بناؤه عدة مرات في الماضي بعد تدمير متكرر على أيدي الفاتحين والحكام المسلمين.